# Partito Afrikaner
Il Partito Afrikaner (in afrikaans Afrikanerparty, AP) è stato un partito politico sudafricano di destra. 

## Storia
L'AP nacque da una scissione del Partito del Popolo (Volksparty, Vp), nato a sua volta da una scissione del Partito Unito (UP). L'UP era nato nel 1934 dalla fusione tra le due principali fazioni politiche sudafricane: il Partito Nazionale (NP), nazionalista, e il Partito Sudafricano (SAP), moderato. James Barry Munnik Hertzog, già leader del NP, nel 1939, osteggiò la decisione dell'UP di schierare il Sudafrica contro la Germania durante la seconda guerra mondiale, preferendo invece la neutralità. Hertzog e i neutralisti diedero quindi vita al VP, che nel giro di un paio d'anni si spaccò in due. La componente guidata Herztzog si fuse con il Partito Nazionale Purificato dando vita al Partito Nazionale Riunificato (HNP), mentre quella guidata da Nicolaas Havenga diede vita al Partito Afrikaner.  
Alle elezioni del 1943 l'AP ottenne appena l'1,7% dei consensi, senza conquistare seggi.
Alle elezioni del 1948, l'AP si presentò in coalizione con il Partito Nazionale Riunificato. L'Ap ottenne il 3,9% dei consensi e 9 seggi; HNP conquistò invece il 37,7% dei voti e 70 seggi; per un totale di 79 su 150. La coalizione AP-HNP, pertanto, pur venendo sconfitta in termini di voti dalla coalizione Partito Unito-Partito Laburista (51,7%), riuscì comunque a conquistare la maggioranza. Il nuovo governo AP-HNP diede inizio a una politica di forte discriminazione dei neri, conosciuta come apartheid.
Nel 1951 l'AP e l'HNP si fusero dando vita al Partito Nazionale.